# Žalm 70

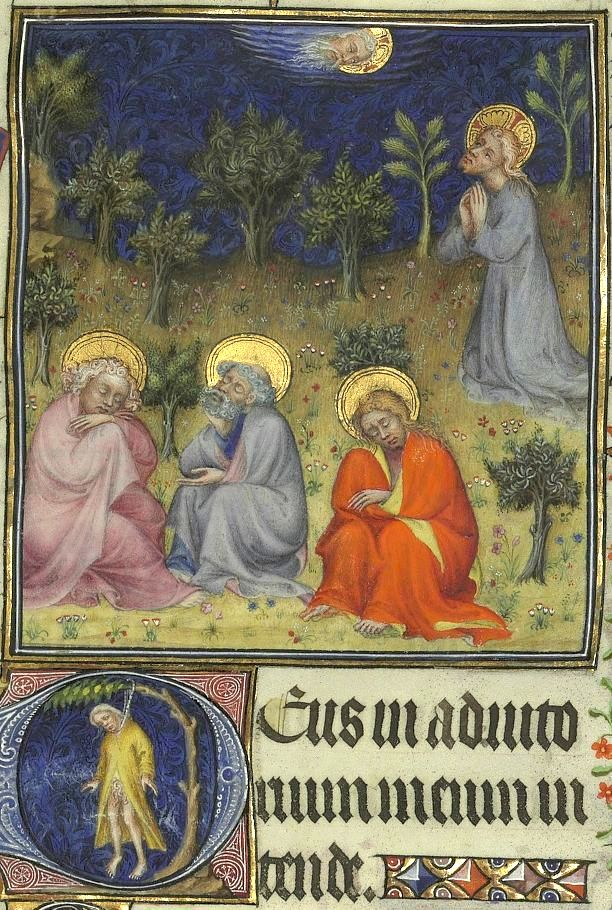
Ježíš Kristus v Getsemanské zahradě a Jidášova sebevražda s textem Deus, in adiutorium meum intende (Přebohaté hodinky vévody z Berry)

Žalm 70 (Bože, pospěš mi na pomoc, lat. Deus, in adiutorium meum intende, podle řeckého překladu žalm 69) je součástí starozákonní Knihy žalmů. 

## Text
| verš | hebrejský originál                                              | český překlad | latinský překlad (Vulgata)                                                                                         |
| ---- | --------------------------------------------------------------- | --- | --- |
| 1    | לַֽ֜מְנַצֵּ֖חַ לְדָוִ֣ד לְהַזְכִּֽיר                                               | Pro předního zpěváka. Davidův, k připamatování.                                                                          | In finem. Psalmus David in rememorationem, quod salvum fecerit eum Dominus                                         |
| 2    | אֱלֹהִ֥ים לְהַצִּילֵ֑נִי יְ֜הֹוָ֗ה לְעֶזְרָ֥תִי חֽוּשָֽׁה                                  | Bože, vysvoboď mě, Hospodine, na pomoc mi pospěš!                                                                        | Deus in adjutorium meum intende, Domine ad adjuvandum me festina ;                                                 |
| 3    | יֵבֹ֣שׁוּ וְיַחְפְּרוּ֘ מְבַקְשֵׁ֪י נַ֫פְשִׁ֥י יִסֹּ֣גוּ אָ֖חוֹר וְיִכָּֽלְמ֑וּ חֲ֜פֵצֵ֗י רָֽעָתִֽי               | Ať se zardí hanbou ti, kdo mi o život ukládají, ať táhnou zpět, ať se stydí ti, kdo mi zlo přejí.                        | Confundantur et revereantur qui quaerunt animam meam ; Avertantur retrorsum et erubescant qui volunt mihi mala     |
| 4    | יָשׁוּבוּ עַל־עֵ֣קֶב בָּשְׁתָּ֑ם הָ֜אֹֽמְרִ֗ים הֶ֘אָ֣ח \| הֶאָֽח                             | Za svou hanebnost ať musí couvnout ti, kdo mi říkají: „Dobře ti tak!“                                                    | Avertantur statim erubescentes qui dicunt mihi : Euge, euge                                                        |
| 5    | יָ֘שִׂ֚ישׂוּ וְיִשְׂמְח֨וּ \| בְּךָ֗ כָּל־מְבַ֫קְשֶׁ֥יךָ וְיֹֽאמְר֣וּ תָ֖מִיד יִגְדַּ֣ל אֱלֹהִ֑ים אֹֽ֜הֲבֵ֗י יְשֽׁוּעָתֶֽךָ | Ať jsou veselí a radují se z tebe všichni, kteří tě hledají; ať říkají stále: „Bůh je velký“ ti, kdo milují tvou spásu., | Exultent et laetentur in te omnes qui quaerunt te et dicant semper : Magnificetur Deus, qui diligunt salutare tuum |
| 6    | וַֽאֲנִ֚י \| עָנִ֣י וְאֶבְיוֹן֘ אֱלֹהִ֪ים חֽוּשָׁ֫ה לִּ֥י עֶזְרִ֣י וּמְפַלְּטִ֣י אָ֑תָּה יְ֜הֹוָ֗ה אַל־תְּאַחַֽר   | Ponížený jsem a ubohý, Bože, pospěš ke mně! Tys má pomoc, vysvoboditel můj, neotálej, Hospodine!                         | Ego vero egenus et pauper sum ; Deus adjuva me. Adjutor meus et liberator meus es tu. Domine ne moreris            |

## Užití v liturgii

### V křesťanství
Používá se při modlitbě breviáře, všechny dny kromě posledních tří dní Svatého týdne a modliteb za zemřelé (užívá se ve formě responsoria Deus, in adiutorium meum intende).
Při modlitbě (recitované i zpívané) se přítomní věřící znamenají znamením kříže. Bezprostředně většinou následuje modlitba Sláva Otci.

### V judaismu
V judaismu je žalm recitován tradičně během válečného stavu.